# Dag van de Bedevaart
Dag van de Bedevaart is de viering van Sacramentsdag in Breda. Het in 2003 heropgerichte Gilde van het Sacrament van Niervaert riep Sacramentsdonderdag in 2005 uit tot jaarlijkse Dag van de Bedevaart.

## Geschiedenis
Het hoogfeest van Sacramentsdag werd in de 13e eeuw geïntroduceerd door de Luikse visionaire Juliana van Cornillon. De teksten voor de gebeden en gezangen van het feest werden door haar of onder haar leiding samengesteld en gecomponeerd. De bisschop van Luik stelde het feest in 1246 in voor zijn eigen bisdom. Nadat de Luikse aartsdiaken Jacques Pantaleon gekozen werd tot paus Urbanus IV, stelde hij Sacramentsdag in 1264 in als hoogfeest voor de universele kerk, te vieren op de tweede donderdag na Pinksteren.
Hij gaf de theoloog Thomas van Aquino opdracht nieuwe gebeden samen te stellen. Amerikaanse wetenschappers stelden vast dat hij hiervoor gebruik maakte van het werk van Juliana.
Het Gilde van het Sacrament van Niervaert liet de vespers uit het getijdengebed van Juliana bij gelegenheid van de dag van de bedevaart 2011 voor het eerst sinds de middeleeuwen uitvoeren in de context van een liturgieviering. Het Gilde herdacht in 2014 met een wetenschappelijk symposium het 750-jarig bestaan van Sacramentsdag.
In samenhang met de instelling van het feest van Sacramentsdag gebeurden op verschillende plaatsen in de Nederlanden en in Italië zogenaamde Sacramentswonderen. Het feest van Sacramentsdag groeide uit tot een van de meest uitbundige feesten van de kerk. Plaatsen die in het bezit zijn van een Sacramentswonder worden vaak bezocht door pelgrims. Ook Breda had in de vijftiende en zestiende eeuw een rijke bedevaartscultuur. De verering van het Sacrament van Niervaert trok duizenden bedevaartgangers naar de stad. Deze wonderbaarlijke hostie werd sinds 1449 bewaard in de Grote of Onze-Lieve-Vrouwekerk Breda.

## Programma
Op de Dag van de Bedevaart kan men een bezoek brengen aan het religieuze erfgoed in Breda. 's Avonds is er in de Begijnhofkerk een Mis met Sacramentsprocessie.